# Tösse socken
Tösse socken i Dalsland ingick i Tössbo härad och är sedan 1971 en del av Åmåls kommun, från 2016 inom Tösse-Tydje distrikt.
Socknens areal är 59,75 kvadratkilometer varav 59,14 land. År 1951 fanns här 873 invånare. Tätorten Tösse samt sockenkyrkan Tösse kyrka ligger i socknen.   

## Administrativ historik
Socknen har medeltida ursprung.
Vid kommunreformen 1862 övergick socknens ansvar för de kyrkliga frågorna till Tösse församling och för de borgerliga frågorna bildades Tösse landskommun. Församlingen införlivade mellan 1867 och 1870 Tydje församling och namnändrades 1910 till Tösse med Tydje församling. Landskommunen uppgick 1952 i Tössbo landskommun som 1971 uppgick i Åmåls kommun. Församlingen uppgick 2010 i Åmåls församling.
1 januari 2016 inrättades distriktet Tösse-Tydje, med samma omfattning som Tösse med Tydje församling hade 1999/2000, och vari detta sockenområde ingår.
Socknen har tillhört län, fögderier, tingslag och domsagor enligt vad som beskrivs i artikeln Tössbo härad. De indelta soldaterna tillhörde Västgöta-Dals regemente och Tössbo kompani.

## Geografi
Tösse socken ligger söder om Åmål vid Vänern och kring Tösseån och omfattar också en skärgård. Socknen har slättbygd kring ån och är i övrigt en kuperad skogsbygd.
Centralort är Tösse som ligger en kilometer öster om kyrkan, alldeles vid Vänern. En Tössebo försökte i slutet av 1800-talet flytta centrum till att ligga invid kyrkan och stora landsvägen genom att där bygga ett stort trevåningshus i sten. Detta hörnhus, kallat ”Slängom” i folkmun, står idag kvar ensligt på Tösseslätten, lätt skymd bakom den lokala bensinmacken.

## Fornlämningar
Några boplatser och hällkistor från stenåldern har påträffats. Från bronsåldern finns flera gravrösen. Från järnåldern finns mindre gravfält.

## Namnet
Namnet skrevs 1358 Thysse och är ett bygdenamn. Namnet har sitt ursprung i ett äldre namn på Vitlandaån, Thus som sannolikt innehåller thysja, 'störta fram, rusa fram' och thyss, 'larm, stoj'.

## Befolkningsutveckling
| Befolkningsutvecklingen i Tösse socken 1750–1990 | Befolkningsutvecklingen i Tösse socken 1750–1990 | Befolkningsutvecklingen i Tösse socken 1750–1990 | Befolkningsutvecklingen i Tösse socken 1750–1990 | Befolkningsutvecklingen i Tösse socken 1750–1990 |
| --- | ------------------------------------------------ | ------------------------------------------------ | ------------------------------------------------ | ------------------------------------------------ |
| |                                                  |                                                  |                                                  |                                                  |
| År |                                                  |                                                  | Folkmängd                                        |                                                  |
| 1750 | 1750                                             |                                                  | 554                                              |                                                  |
| 1760 | 1760                                             |                                                  | 633                                              |                                                  |
| 1790 | 1790                                             |                                                  | 677                                              |                                                  |
| 1800 | 1800                                             |                                                  | 792                                              |                                                  |
| 1810 | 1810                                             |                                                  | 749                                              |                                                  |
| 1820 | 1820                                             |                                                  | 923                                              |                                                  |
| 1830 | 1830                                             |                                                  | 1 715                                            |                                                  |
| 1840 | 1840                                             |                                                  | 1 941                                            |                                                  |
| 1850 | 1850                                             |                                                  | 2 064                                            |                                                  |
| 1860 | 1860                                             |                                                  | 2 324                                            |                                                  |
| 1870 | 1870                                             |                                                  | 2 302                                            |                                                  |
| 1880 | 1880                                             |                                                  | 2 219                                            |                                                  |
| 1890 | 1890                                             |                                                  | 1 986                                            |                                                  |
| 1900 | 1900                                             |                                                  | 1 872                                            |                                                  |
| 1910 | 1910                                             |                                                  | 1 736                                            |                                                  |
| 1920 | 1920                                             |                                                  | 1 579                                            |                                                  |
| 1930 | 1930                                             |                                                  | 1 497                                            |                                                  |
| 1940 | 1940                                             |                                                  | 1 309                                            |                                                  |
| 1950 | 1950                                             |                                                  | 1 217                                            |                                                  |
| 1960 | 1960                                             |                                                  | 1 070                                            |                                                  |
| 1970 | 1970                                             |                                                  | 885                                              |                                                  |
| 1980 | 1980                                             |                                                  | 814                                              |                                                  |
| 1990 | 1990                                             |                                                  | 827                                              |                                                  |
| Anm: Från 1830 inkluderar tabellen hela Tydje socken. Källor: Umeå universitet - Tabellverket 1749-1859, Demografiska databasen, CEDAR, Umeå universitet |                                                  |                                                  |                                                  |                                                  |